# HD149764
HD149764 — хімічно пекулярна зоря спектрального класу A0, що має видиму зоряну величину в смузі V приблизно  6,9.
Вона  розташована на відстані близько 411,3 світлових років від Сонця.

## Фізичні характеристики
Телескоп Гіппаркос зареєстрував фотометричну змінність  даної зорі з періодом    0,64 доби в межах від  Hmin= 6,99 до  Hmax= 6,92.

## Пекулярний хімічний склад
Зоряна атмосфера HD149764 має підвищений вміст 
Si
.